# Акосомбо (язовир)
Язовир „Акосомбо“ е изкуствено езеро с ВЕЦ на река Волта в клисурата Акосомбо (Югоизточна Гана).
Той е част от VRA, най-голямата електрическа компания в страната. Образуваният язовир е най-голямото езеро, създадено от човека, покриващ 8502 km2 – 3,6% от територията на Гана.
Първоначалната цел на проекта е да осигури електричество за алуминиевата индустрия. Стената е наречена „най-голямата единична инвестиция в плановете за икономическо развитие на Гана.“ В началото централата е с мощност 912 MW, но е разширена до 1020 MW през 2006 г.

## История
Проек за стена е обмислян през 1915 г., но плановете започват през 1940-те.
Развитието на басейна на река Волта е предложено през 1949, но поради липса на финансиране, американската компания Valco(Volta Aluminum Company) заема пари на Гана, за да може да бъде построена стената. Кваме Нкрума започва проекта.
Финалното предложение очертава построяването на алуминиев комбинат в град Тема, ВЕЦ, който да го захранва, и необходимата инфраструктура за пренос на електрическа енергия.
През 1961 е създадена VRA (Volta River Authority, Управление на река Волта), държавна компания, чиято първа цел е построяването на стената Акосомбо.
Язовирът е построен между 1961 и 1965. Започнат е от правителството на Гана и е финансиран 25% чрез Международна банка за възстановяване и развитие, САЩ и Великобритания. Между 1962 и 1966 се образува езерото „Волта“, заемащо 3,6% от територията на Гана. Огромната му площ налага изселването на около 80 000 души, 1% от населението. Хора от 700 села били преместени в 52 новосъздадени селища, построени от VRA. Повечето от преселените били рибари и фермери. По-голямата част от засегнатото население е населявало Източния регион.

## Проект
Гравитационната стена е 660 m дълга и 114 m висока. Резервоарът, създаден от нея (езерото Волта), е с обем 148 km3 и е дълъг 400 km. Най-голямата дълбочина е 84.73 m. Има 6170 MW турбини във водноелектрическата централа.

## Енергоснабдяване
Язовирът осигурява електричество на Гана и съседните страни, включително Того и Бенин.
Първоначално 20% от произвежданата енергия (около 70% от нужната за страната) е било за населението на Гана, а останалите 80% за алуминиевия комплекс. Правителството на страната по договор е било задължено да осигури повече от 50% от цената на строежа, но да получава само 20% от генерираното електричество. Това навлича критиката на много изследователи, посочващи язовира за пример за нео-колониализъм.